# 长寿路街道 (攀枝花市)
长寿路街道，是中华人民共和国四川省攀枝花市东区曾经下辖的一个街道。2019年12月，撤销长寿路街道，将所属行政区域划归弄弄坪街道管辖。

## 行政区划
长寿路街道下辖以下地区：
冶金东街社区和健康路社区。